# Milestone
Milestone är en ort i Kanada.   Den ligger i provinsen Saskatchewan, i den sydöstra delen av landet, 2 200 km väster om huvudstaden Ottawa. Milestone ligger 579 meter över havet och antalet invånare är 618.
Terrängen runt Milestone är mycket platt. Trakten runt Milestone är nära nog obefolkad, med mindre än två invånare per kvadratkilometer..
Trakten runt Milestone består till största delen av jordbruksmark.